# Челдак
Челда́к — река в России, протекает в Омской области. Впадает в озеро Салтаим. Длина реки составляет 22 км. Правый приток — Горькая.
На реке находятся населённые пункты Челдак, Шипуново.

## Данные водного реестра
По данным государственного водного реестра России относится к Иртышскому бассейновому округу, водохозяйственный участок реки — Оша, речной подбассейн реки — бассейны притоков Иртыша до впадения Ишима. Речной бассейн реки — Иртыш.